# You're Never Too Young (película de 1955)
You're Never Too Young (Un fresco en apuros en España, ¡Qué Clase de Niño! en Hispanoamérica) es una comedia protagonizada por el tándem de cómicos formado por Dean Martin y Jerry Lewis.
La película se basa en una obra teatral de Fanny Kilbourne y Edward Childs Carpenter.

## Argumento
Un aprendiz de barbero se ve involucrado en el robo de un diamante y para despistar a los que lo buscan se disfrazará y aparentará ser un niño de 12 años.

## Otros créditos
- Color: Technicolor
- Sonido: Western Electric Sound System
- Sonido: Gene Garvin y Gene Merritt
- Dirección artística: A. Earl Hedrick	y Hal Pereira
- Montaje: Archie Marshek
- Asistente de dirección: Michael D. Moore
- Asistente de producción: Jack Mintz
- Decorados: Sam Comer y Frank R. McKelvy
- Diseño de vestuario: Edith Head
- Maquillaje: Wally Westmore